# Jeff Pfaendtner
Jeff Pfaendtner, född den 28 februari 1967 i Detroit, Michigan, är en amerikansk roddare.
Han tog OS-brons i lättvikts-fyra utan styrman i samband med de olympiska roddtävlingarna 1996 i Atlanta.